# Prattville
Prattville je město ve Spojených státech amerických. Nachází se v okresech Autauga County (jehož je správním městem) a Elmore County, ve státě Alabama. Ve městě žije přibližně 38 tisíc obyvatel a jeho rozloha činí 87,4 km². Někdy je díky mnoha artéským studnám, které se zde nacházejí, přezdíváno jako "The Fountain Cit".
Město bylo založeno roku 1818 americkým průmyslníkem Danielem Prattem, po kterém zároveň město nese svůj název. V roce 2020 tvořili 68 % obyvatel běloši, 21 % Afroameričané, 5 % Hispánci a 2 % Asiaté. V oblasti, kde se město nachází, panuje vlhké subtropické podnebí.

## Rodáci
- Wilson Pickett (1941–2006) – americký zpěvák